# Мюнзінг
Мюнзінг (нім. Münsing) — громада в Німеччині, розташована в землі Баварія. Підпорядковується адміністративному округу Верхня Баварія. Входить до складу району Бад-Тельц-Вольфратсгаузен.
Площа — 52,20 км2. Населення становить 4300 ос. (станом на 31 грудня 2020).